# Фриц, Баб
Баренд (Баб) Фриц (нидерл. Barend "Bab" Fritz; 16 июня 1928, Амстердам — 14 июля 1986, Бюссюм, Северная Голландия) — нидерландский футболист, игравший на позиции защитника, выступал за команды «Аякс» и ЙОС.

## Спортивная карьера
В возрасте двадцати двух лет Баб дебютировал за футбольный клуб «Аякс». Первую игру в чемпионате Нидерландов провёл 19 ноября 1950 года против клуба ДОС, заменив в стартовом составе Яна Потхарста. Встреча на домашнем стадионе «Де Мер» завершилась крупным поражением «Аякса» со счётом 0:5 — автором четвёртого гола в игре стал сам Фриц, записавший на свой счёт автогол. До конца сезона он сыграл ещё в двух матчах чемпионата — 8 апреля 1951 года вышел на замену в матче с «Энсхеде», заменив Ко Бауэнса, а 22 апреля отыграл полный матч против ДВС, который стал для него последним за основной состав. В декабре того же года было объявлено, что игрок запросил перевод в клуб ЙОС.
После игровой карьеры стал тренером, работал с любительскими командами ТОГ, «Ривален», ОСВ и «Амстелланд».

## Личная жизнь
Отец — Баренд Фриц, мать — Ваутертье Камфорст. Родители были родом из Амстердама, они поженились в 1928 году — на момент женитьбы отец работал водителем. Его предок по линии отца перебрался из Германской империи в Нидерланды в конце 18 века.
Женился в возрасте двадцати трёх лет — его супругой стала 24-летняя Арендина Мария ден Баккер, уроженка Амстердама. Их брак был зарегистрирован 23 июня 1951 года в Амстердаме. В браке родилось двое детей: сын и дочь.
Умер 14 июля 1986 года в Бюссюме в возрасте 58 лет.